# Carl Ferdinand Pohl
Anton Carl Ferdinand Pohl, född 6 september 1819 i Darmstadt, död 28 april 1887 i Wien, var en tysk musikhistoriker.
Pohl studerade för Simon Sechter i Wien, var organist 1848–1853 och komponerade åtskilligt. Han bedrev 1863–1866 i London forskning om Joseph Haydns och Wolfgang Amadeus Mozarts vistelse där och utgav dessa under titeln Mozart und Haydn in London (två band, 1867). I anslutning därtill påbörjade han utgivandet av en utförlig biografi över Joseph Haydn (två delar, 1875–1882), som han dock ej hann avsluta före sin död.
Pohl var från 1866 i Wien arkivarie och bibliotekarie vid "Gesellschaft der Musikfreunde", vars historia och konservatorium han beskrev (1871). Av hans övriga skrifter kan nämnas Zur Geschichte der Glasharmonika (1862). Han var även medarbetare i George Groves "Dictionary of Music und Musicians".